# Física nuclear de alta energia
A física nuclear de alta energia estuda o comportamento da matéria nuclear em regimes de energia típicos da física de alta energia. O foco principal deste campo é o estudo de colisões de íons pesados, em comparação com átomos mais leves em outros aceleradores de partículas. Em energias de colisão suficientes, esses tipos de colisões são teorizados para produzir o plasma quark-glúon. Em colisões nucleares periféricas em altas energias espera-se obter informações sobre a produção eletromagnética de léptons e mésons que não são acessíveis em colisores elétron-pósitron devido às suas luminosidades muito menores.

## História
A exploração da matéria quente de hádrons e da produção de multipartículas tem uma longa história iniciada por trabalhos teóricos sobre produção de multipartículas de Enrico Fermi e Lev Landau na URSS. Esses esforços abriram caminho para o desenvolvimento no início dos anos 1960 da descrição térmica da produção de multipartículas e do modelo estatístico bootstrap de Rolf Hagedorn. Esses desenvolvimentos levaram à busca e descoberta de plasma de quarks e glúons. O início da produção desta nova forma de matéria permanece sob investigação ativa.

## Objetivos
Existem vários objetivos científicos deste programa de pesquisa internacional:
- A formação e investigação de um novo estado de matéria feito de quarks e glúons, o plasma de quark-gluon QGP, que prevaleceu no início do universo nos primeiros 30 microssegundos.

- O estudo do confinamento da cor e a transformação do confinamento da cor = quark confinando o estado de vácuo para o estado excitado que os físicos chamam de vácuo perturbativo, no qual quarks e glúons podem vagar livremente, o que ocorre na temperatura de Hagedorn;[5]

- O estudo das origens da massa de matéria de hádrons (prótons, nêutrons etc.) acredita-se estar relacionada ao fenômeno de confinamento de quarks e estrutura de vácuo.

## Programa experimental
Este programa experimental segue uma década de pesquisa no colisor RHIC no BNL e quase duas décadas de estudos usando alvos fixos no SPS no CERN e AGS no BNL. Este programa experimental já confirmou que as condições extremas da matéria necessárias para atingir a fase QGP podem ser alcançadas. Uma faixa de temperatura típica alcançada no QGP criada
{\displaystyle T=300~{\text{MeV}}/k_{\text{B}}=3.3\times 10^{12}~{\text{K}}}
é mais que 100000 vezes maior do que no centro do Sol. Isso corresponde a uma densidade de energia 
{\displaystyle \epsilon =10~{\text{GeV/fm}}^{3}=1.8\times 10^{16}~{\text{g/cm}}^{3}}.
A matéria-relativística correspondente pressão é
{\displaystyle P\simeq {\frac {1}{3}}\epsilon =0.52\times 10^{31}~{\text{bar}}.}